# 阿塔夫區

36°13′22″N 1°40′13″E / 36.2229°N 1.6702°E
阿塔夫區（阿拉伯语：‎），是阿爾及利亞的行政區，位於該國北部，由艾因迪夫拉省負責管轄，首府設於阿塔夫，面積171平方公里，2008年人口74,121，人口密度每平方公里433人。